# Citikolin
Citikolin (citidin difosfat-holin, CDP-holin, citidin 5'-difosfoholin) je psihostimulans/nutropik. On je intermedijar u generaciji fosfatidilholina iz holina.
Ispitivanja sugerišu da CDP-holin suplementi povećavaju gustine dopaminskog receptora, i da pomažu u sprečavanju gubljenja memorije uzrokovanog lošim uslovima životne sredine. Preliminarna ispitivanja su utvrdila da citikolinski suplementi pomažu u poboljšanju fokusa i mentalne energije, te da potencijalno mogu da budu korisni u tretmanu deficita koncentracije. Citikolin isto tako povišava nivo ACTH-a nezavisno od nivoa CRH.

## Spoljašnje veze
|  | Molimo Vas, obratite pažnju na važno upozorenje u vezi sa temama iz oblasti medicine (zdravlja). |